# Stazione di Bagnolo Piemonte
La stazione di Bagnolo Piemonte era una stazione ferroviaria posta sulla linea Bricherasio-Barge. Serviva il centro abitato di Bagnolo Piemonte.